# Палаузово
Палау́зово (болг. Палаузово) — село в Ямбольській області Болгарії. Входить до складу общини Стралджа.

## Населення
За даними перепису населення 2011 року у селі проживали 142 особи.
Національний склад населення села:
| Національність   | Кількість осіб | Відсоток |
| ---------------- | -------------- | -------- |
| болгари          | 120            | 84,5%    |
| цигани           | 14             | 9,9%     |
| турки            | 8              | 5,6%     |
| інша             | 0              | 0%       |
| не визначились   | 0              | 0%       |
| Всього відповіли | 142            |          |

Розподіл населення за віком у 2011 році:
Динаміка населення: